# 森田章夫
森田 章夫（もりた あきお、1961年 - ）は、日本の法学者。
専門は国際法。法学博士 (東京大学)。法政大学法学部教授。元東京都立大学教授。第34回安達峰一郎記念賞受賞。

## 略歴
1985年、東京大学法学部卒業、1987年、東京大学大学院法学政治学研究科修士課程修了、1992年、同博士課程修了。
1991年、東京都立大学法学部助教授、2000年、同教授。
2006年、首都大学東京都市教養学部法学系教授。2007年、法政大学法学部教授。

## 著作等

### 単著
- 『国際コントロールの理論と実行』（東京大学出版会、2000年）

### 共著
- 『講義国際法』（有斐閣、2004年）
- 『国際法』（有斐閣、2006年）
- 『境界線の法と政治』（法政大学出版局、2016年）
- 『国際行政法の存立基盤』（有斐閣、2016年）

### 論文
- 『国家管轄権と国際紛争解決ー紛争要因と対応方法の分類に基づく解決方式の機能分化ー』（国家管轄権ー国際法と国内法ー 山本草二先生古稀記念、513-539、1998年）
- 『国際テロと武力行使--国際法上の観点からする現状と課題（焦点 国際情勢と日本・2002）』（国際問題、（516）50-64、2003年）
- 『国連部隊の活動に対する武力紛争法適用問題－法的現状と課題 』（村瀬信也・真山全編『武力紛争の国際法』、188-212、2004年）
- 『外国人不法行為法の法的問題点--国際法上の観点からする分析 (特集1 国際制度と国内制度の交錯と相互浸透) -- (人権) 』（ジュリスト、(1299)、43-50、2005年）
- 『係争海域における活動の国際法上の評価－日中・日韓間の諸問題を手がかりとして－ 』（海上保安法制、387-407、2009年）など

## 専門分野
- 人文・社会
- 国際法学